# 奥里油
奥里油，全称“奥里乳化油”。是一种专用于燃烧发电的乳化油，因主要的原料—奥里诺科沥青（环烷基超重质原油）产于委内瑞拉奥里诺科河（Orinoco）流域而称为奥里油。奥里油的成分是70％奥里诺科沥青，30％水，制作方法是在沥青和水中加入乳化剂，使用机械混合成水包油的乳化液。最早使用奥里油发电的国家是英国。